# RS-67,333
RS-67,333 es un fármaco que se ha investigado como posible antidepresivo, nootrópico, y tratamiento de acción rápida para la enfermedad de Alzheimer. Es un agonista parcial del receptor 5-HT4, de alta afinidad, así como un ligando del receptor sigma de ambos subtipos en menor medida.